# Forniriska
Forniriska (Goídelc) är det namn som ges åt den äldsta form av de gaeliska språken som har längre bevarade texter. Den användes från 500-talet till 900-talet, då den hade utvecklats till medeliriska.  
Den nutida forskningen om forniriskan är fortfarande starkt influerad av de arbeten som utfördes av ett litet antal experter i slutet av 1800-talet och början av 1900-talet, däribland Rudolf Thurneysen och Osborn Bergin (1873–1950). Deras böcker ses än i dag som obligatorisk läsning för alla som intresserar sig för forniriska.

## Klassificering och grundläggande kännetecken
En ännu äldre form av iriska kallas primitiv iriska. Fragment av primitiv iriska, främst personnamn, är kända från inskrifter i sten skrivna med oghamalfabetet. Dessa inskrifter härstammar från omkring 300-talet till 500-talet. Primitiv iriska ligger fortfarande mycket nära urkeltiska som utgör föregångaren till alla keltiska språk. 
Forniriska är ursprunget till modern iriska, skotsk gaeliska och manx. I stort sett är de moderna språkens grammatik och ljudsystem enklare än forniriskans.
Liksom många andra äldre indoeuropeiska språk var forniriskan ytterst rik på böjningar. Särskilt verbsystemet med dess fullständigt dubbla system av oberoende och beroende former samt dess rikedom på suppletivstammar gav en mycket svåröverskådlig mångfald böjningsformer. Men även de flesta andra ordklasserna böjdes rikligt. Den grundläggande satstypen var VSO (predikat (verb)-subjekt-objekt). Särskilt inom lyriken var vissa varianter möjliga, vilka senare övervägande utvecklades till topikaliseringsmedel. 
Även i fonologiskt hänseende var forniriskan ett komplext språk. På detta språkstadium (som ett resultat av utvecklingarna i den arkaiska iriskan före 600) visade sig  för första gången kännetecken som palatalisering, konsonantmutationer och nya ljud som uppstått genom mutation, synkope och apokope samt förenkling.
Forniriskans ordförråd är övervägande av gaeliskt ursprung, men starkt uppblandat med latinska och brittiska ord. Den latinska delen av lexikonet berör ofta begrepp från det kyrkliga området (bendacht < benedictum "välsignelse"; ecl(a)is < ecclesia "kyrka"; o(i)frend < offerendum "mässa", ifernn < infernum "helvete"). Den omständighet att en del av det kyrkliga ordförrådet visar spår från brittiskan respektive brittiskt vulgärlatin visar att åtminstone en del av kristnandet genomfördes av britter. Det är också bekant från hans egna skrifter att Patrick ursprungligen var walesare.

## Fonologi

### Konsonanter
Forniriskans konsonantuppsättning visas i tabellen nedan. /N/, /Nʲ/, /L/, /Lʲ/, /R/, /Rʲ/ representerar fortissonoranter vars exakta artikulation är okänd, men som troligen var längre, mer spända och allmänt kraftigare artikulerade än sina lenis-motsvarigheter /n/, /nʲ/, /l/, /lʲ/, /r/, /rʲ/.  Liksom nyiriskan uppvisar forniriskan kontraster mellan velariserade och palataliserade konsonanter.
|                     |               | Labial | Dental | Alveolar | Velar | Glottal |
| ------------------- | ------------- | ------ | ------ | -------- | ----- | ------- |
| Nasal               | velariserad   | m      | N n    | N n      | ŋ     |         |
| Nasal               | palataliserad | mʲ     | Nʲ nʲ  | Nʲ nʲ    | ŋʲ    |         |
| Klusil              | velariserad   | p b    | t d    | t d      | k ɡ   |         |
| Klusil              | palataliserad | pʲ bʲ  | tʲ dʲ  | tʲ dʲ    | kʲ ɡʲ |         |
| Frikativ            | velariserad   | f v    | θ ð    | s        | x ɣ   | h       |
| Frikativ            | palataliserad | fʲ vʲ  | θʲ ðʲ  | sʲ       | xʲ ɣʲ | hʲ      |
| Nasalerad frikativa | velariserad   | ṽ      |        |          |       |         |
| Nasalerad frikativa | palataliserad | ṽʲ     |        |          |       |         |
| Approximant         | velariserad   |        | R r    | R r      |       |         |
| Approximant         | palataliserad |        | Rʲ rʲ  | Rʲ rʲ    |       |         |
| Lateral             | velariserad   |        | L l    | L l      |       |         |
| Lateral             | palataliserad |        | Lʲ lʲ  | Lʲ lʲ    |       |         |

Vissa detaljer av forniriskans fonetik är okända. /sʲ/ kan ha uttalats [ɕ] eller [ʃ], som i nyiriska. /hʲ/ kan ha varit samma ljud som/h/ och/eller /xʲ/. /Nʲ/ och /Lʲ/ kan ha uttalats [ɲ] respektive [ʎ]. Skillnaden mellan /R(ʲ)/ och /r(ʲ)/ kan ha varit att de förra var tremulanter och de senare flappar.

### Vokaler
Forniriskans uppsättning monoftonger är:
|          | Kort | Kort | Lång | Lång |
| -------- | ---- | ---- | ---- | ---- |
| Slutna   | i    | u    | iː   | uː   |
| Centrala | e    | o    | eː   | oː   |
| Öppna    | a    | a    | aː   | aː   |

Fördelningen av korta vokaler i obetonade stavelser är lite komplicerad. Alla korta vokaler kan förekomma i obetonade öppna slutstavelser (en öppen stavelse är en stavelse utan  slutkonsonant), efter både breda och smala konsonanter. De främre vokalerna /e/ och /i/ stavas ofta ae och ai efter breda konsonanter, vilket kan tyda på ett tillbakadraget uttal här, kanske någonting i stil med [ɘ] och [ɨ]. Alla tio möjligheter visas i de följande exemplen:
| Forniriska | Uttal                   | Svenska | Noter           |
| ---------- | ----------------------- | ------- | --------------- |
| marba      | /ˈmarva/                | döda    | 1 sg. konj.     |
| léicea     | /ˈLʲeːɡʲa/              | lämna   | 1 sg. konj.     |
| marbae     | /ˈmarve/ eller /ˈmarvɘ/ | döda    | 2 sg. konj.     |
| léice      | /ˈLʲeːɡʲe/              | lämna   | 2 sg. konj.     |
| marbai     | /ˈmarvi/ eller /ˈmarvɨ/ | döda    | 2 sg. indikativ |
| léici      | /ˈlʲeːɡʲi/              | lämna   | 2 sg. indik.    |
| súlo       | /ˈsuːlo/                | öga     | gen.            |
| doirseo    | /ˈdoRʲsʲo/              | dörr    | gen.            |
| marbu      | /ˈmarvu/                | döda    | 1 sg. indik.    |
| léiciu     | /ˈLʲeːɡʲu/              | lämna   | 1 sg. indik.    |

I obetonade slutna stavelser (det vill säga de som har slutar med en konsonant) kan en kort vokals kvalitet nästan fullständigt förutsägas av om de omgivande konsonanterna är breda eller smala. Mellan två breda konsonanter är vokalen/a/, som i dígal /ˈdʲiːɣal/ "hämnd" (nom.). Mellan en smal och en bred konsonant är vokalen /e/, som i dliged /ˈdʲlʲiɣʲeð/ "lag" (nom./ack.). Före en smal konsonant är vokalen /i/, som i dígail /ˈdʲiːɣilʲ/ "hämnd" (ack./dat.), och dligid /ˈdʲlʲiɣʲiðʲ/ "lag" (gen.). De huvudsakliga undantagen till detta mönster är att /u/ ofta förekommer när följande stavelse innehöll ett *ū i protokeltiskan (till exempel dligud /ˈdʲlʲiɣuð/ "lag" (dat.) < PC *dligedū), och att /o/ eller /u/ ofta förekommer efter en bred labial (till exempel lebor /ˈLʲevor/ "bok", domun /ˈdoṽun/ "värld").
Forniriskans uppsättning diftonger visas i denna tabell:
| Långa (bimoraiska) | Långa (bimoraiska) | Långa (bimoraiska) | Långa (bimoraiska) | Långa (bimoraiska) | Korta (monomoraiska) | Korta (monomoraiska) |
| ------------------ | ------------------ | ------------------ | ------------------ | ------------------ | -------------------- | -------------------- |
| ai                 | ia                 | ui                 |                    | au                 | ĭu                   | ău                   |
| oi                 | ua                 | iu                 | eu                 | ou                 | ĕu                   |                      |

### Fonologisk historia
Följande är en sammanfattning av de ljudförändringar som enligt Alexander Macbain gav  (skrivna) forniriska former från protokeltiska.  (Ordningen är inte kronologisk.)
- Intervokaliska konsonanter genomgår lenition: *s försvinner, klusiler blir frikativor (endast utskrivet för ph th ch), *l *n *r blir slappa (ej utskrivet).
- Geminerade konsonanter motstår lenition och blir enkla.
- *φ försvinner, med ersättningsförlängning av föregående vokal.
- *j försvinner i alla ställningar, med försmalning av föregående konsonant, förutom att den före en tappad slutvokal överlever som e.
- *kʷ *gʷ förlorar sin labialisering (och ger c g).
- Initialt *w blir f.  Intervokaliskt *w försvinner med vokalfärgning.  *w försvinner efter *t *s och ibland *d (alltid när den är initial), och blir b efter en tonande koronal konsonant.
- *t *d försvinner före *b *s som blir p s.  *d försvinner i *ndw > nb.
- *ld och *ll kan båda avspeglas som antingen ld eller ll, och liknande för *nd och *nn.  *ln ger ll.
- Medialt *s assimileras till en följande sonorant.
- Medialt *st ger s.
- *zg ger dg.
- *rs ger rr.
- *x försvinner före *s (och kvarstår före *t, skrivet ch).
- Mediala *tr *br *dr ger  tha(i)r ba(i)r da(i)r.
- Det första elementet i de mediala klustren *nt *nk *φm, eller vilket medialt kluster som helst som bildas av *φ *t *k *b *d *g plus *l *n *r förutom *tr *br *dr, försvinner med ersättningsförlängning av föregående vokal.  Ersättningsförlängda vokaler utvecklas som ursprungliga långa vokaler (nedan).  Sådana kluster efter *s förlorar fortfarande sin första komponent men orsakar ingen förlängning.
- Konsonanter före *e *i *j, förutom *k i *nk, blir smala.  Om konsonanten inte är initial anges detta med ett föregående i i stavningen (om inte den föregående vokalen redan är i eller í).
- ī, och *ē från ersättningsförlängning, ger båda antingen é eller í. På samma sätt sker med *ū och *ō.  De motsvarande korta vokalerna kan också bytas ut före en konsonant plus valfritt *j och en bakre vokal.
- *e *i före konsonant plus *(j)u kan dessutom ge iu.   *ō *ū före velar plus *(j)u kan dessutom ge úa.
- Icke-finalt är reflexerna av *ei é ía, av *ai och *oi áe ái óe ói, av *eu och *ou úa, av *au áu ó.
- *iwo ger eó eller ía, *ewo ger eó; *eiwi ger é, *eiwo ger ía, *awi ger á eller ó, *awo ger ó, *owi ger úa.
- *e *i kan ge eu respektive iu efter *wl.

## Ortografi
Liksom de flesta medeltida språk har forniriskan ingen fixerad stavning, så följande påstående ska ses som generaliseringar. Enskilda handskrifter kan variera kraftigt från dessa tumregler. 
Det forniriska alfabetet består av följande arton latinska bokstäver: 
a, b, c, d, e, f, g, h, i, l, m, n, o, p, r, s, t, u
Dessutom används akut accent och punkt som diakritiska tecken på vissa bokstäver:
- Akut accent anger lång vokal. Följande är långa vokaler: á, é, í, ó, ú.
- Punkt över bokstaven anger lenition av f och s: ḟ uttalas ej, ṡ uttalas /h/
- Punkt används ibland även över m och n utan förändring i uttalet, när dessa bokstäver används för att ange nasalsering: ṁ, ṅ.

Ett antal digrafer används också:
Bokstaven i placeras efter en vokal för att ange att följande konsonant är smal: ai, ei, oi, ui; ái, éi, ói, úi
Bokstaven h placeras efter c, t, p för att ange frikativa: ch, th, ph
Diftongerna skrivs också med digrafer: áe/aí, ía, uí, áu, óe/oí, úa, éu, óu, iu, au, eu
I ord-initial ställning, där ingen konsonantmutation har tillämpats, har konsonanterna följande ljudvärden: de är breda före bakre vokaler (a, o, u) och smala före främre vokaler (e, i):
| Konsonant | När ingen initial konsonantmutation har skett i ord-initial ställning före a, o, u | När ingen initial konsonantmutation har skett i ord-initial ställning före e, i |
| --------- | ---------------------------------------------------------------------------------- | ------------------------------------------------------------------------------- |
| b         | /b/                                                                                | /bʲ/                                                                            |
| c         | /k/                                                                                | /kʲ/                                                                            |
| d         | /d/                                                                                | /dʲ/                                                                            |
| f         | /f/                                                                                | /fʲ/                                                                            |
| g         | /ɡ/                                                                                | /ɡʲ/                                                                            |
| h         | Se diskussion nedan                                                                |                                                                                 |
| l         | /L/                                                                                | /Lʲ/                                                                            |
| m         | /m/                                                                                | /mʲ/                                                                            |
| n         | /N/                                                                                | /Nʲ/                                                                            |
| p         | /p/                                                                                | /pʲ/                                                                            |
| r         | /R/                                                                                | /Rʲ/                                                                            |
| s         | /s/                                                                                | /ʃ/                                                                             |
| t         | /t/                                                                                | /tʲ/                                                                            |

Forniriskan har både ljudet /h/ och bokstaven h, men det finns inget konsekvent förhållande mellan dem. Ord som inleds med vokal skrivs ibland med ett outtalat h, särskilt om de är mycket korta (prepositionen i "i" skrevs ibland hi) eller om de behöver betonas (namnet Irland, Ériu, skrevs ibland Hériu). Å andra sidan skrivs ord som börjar med ljudet /h/ vanligen utan bokstaven h, till exempel a ór /a hoːr/ "hennes guld". Om ljudet och stavning sammanfaller är det av en tillfällighet, som ní hed /Nʲiː heð/ "det är inte".
Efter vokal eller l, n, eller r kan bokstäverna c, p, t stå för antingen tonande eller tonlösa klusiler. De kan också dubbeltecknas med endera ljudvärde:
| Forniriska       | Uttal    | Svenska        |
| ---------------- | -------- | -------------- |
| mac eller macc   | /mak/    | son            |
| bec eller becc   | /bʲeɡ/   | liten          |
| op eller opp     | /ob/     | vägra          |
| brat eller bratt | /brat/   | mantel         |
| brot eller brott | /brod/   | pikstav        |
| derc             | /dʲerk/  | hål            |
| derc             | /dʲerɡ/  | röd            |
| daltae           | /daLte/  | fosterbarn     |
| celtae           | /kʲeLde/ | som gömmer     |
| anta             | /aNta/   | av återstående |
| antae            | /aNde/   | som återstår   |

Efter vokal står bokstäverna b, d, g för frikativorna /v, ð, ɣ/ eller deras smala motsvarigheter:
| forniriska | Uttal      | Svenska     |
| ---------- | ---------- | ----------- |
| dub        | /duv/      | svart       |
| mod        | /moð/      | arbete      |
| mug        | /muɣ/      | slav        |
| claideb    | /klaðʲev/  | svärd       |
| claidib    | /klaðʲivʲ/ | svärd (pl.) |

Efter m är b en klusil, men efter d, l och r är det en frikativa:
| forniriska | uttal   | svenska |
| ---------- | ------- | ------- |
| imb        | /imʲbʲ/ | smör    |
| odb        | /oðv/   | kvist   |
| delb       | /dʲelv/ | bild    |
| marb       | /marv/  | död     |

Efter n och r är d en klusil
| forniriska | uttal     | svenska  |
| ---------- | --------- | -------- |
| bind       | /bʲiNʲdʲ/ | melodisk |
| cerd       | /kʲeRd/   | "konst"  |

Efter n, l och r är g vanligtvis en klusil, men det är en frikativa i några ord:
| forniriska         | uttal      | svenska    |
| ------------------ | ---------- | ---------- |
| long               | /Loŋɡ/     | skepp      |
| delg eller delc    | /dʲelɡ/    | törne      |
| argat eller arggat | /arɡad/    | silver     |
| ingen              | /inʲɣʲen/  | dotter     |
| bairgen            | /barʲɣʲen/ | limpa bröd |

Efter vokaler är m vanligen en frikativa, men ibland en (nasal) klusil, i vilket fall den också ofta dubbeltecknas:
| forniriska     | uttal  | svenska  |
| -------------- | ------ | -------- |
| dám            | /daːṽ/ | sällskap |
| lom eller lomm | /Lom/  | kal      |

Digraferna ch, ph, th förekommer inte i ordinitial ställning utom under lenition, men överallt där de förekommer uttalas de /x/, /f/, /θ/.
| forniriska | uttal | svenska   |
| ---------- | ----- | --------- |
| ech        | /ex/  | häst      |
| oíph       | /oif/ | skönhet   |
| áth        | /aːθ/ | vadställe |

Bokstäverna l, n och r dubbeltecknas när de anger de spända sonoranterna, och skrivs enkla när de anger de slappa sonoranterna. (Men de spända sonoranterna skrivs vanligen enkelt i ordinitial ställning.)
| forniriska | uttal | svenska  |
| ---------- | ----- | -------- |
| corr       | /koR/ | trana    |
| cor        | /kor/ | sättande |
| coll       | /koL/ | hassel   |
| col        | /kol/ | synd     |
| sonn       | /soN/ | stake    |
| son        | /son/ | ljud     |

## Syntax
Forniriska följer den typiska VSO- (verb-subjekt-objekt-)strukturen som delas av de flesta ökeltiska språk  (fastän andra ordföljder är möjliga, särskilt under Bergins lag).  Verben böjs i de flesta former som är typiska för indoeuropeiska språk, det vill säga tempusen presens, imperfekt, futurum och preteritum; modusen indikativ, konjunktiv, konditionalis och imperativ samt diateserna aktivum och passivum. Den enda verbform som saknas i forniriskan är infinitiv. Denna täcktes, liksom i de nutida gaeliska språken, av ett verbalsubstantiv.  Personliga pronomen som används som direkta objekt prefigeras till det verb som de hör till (efter andra prefix, och beskrivs därför ofta som infix).  Prepositioner har samma ställning som i latinet, inklusive att kunna fungera som verbprefix.

## Morfologi

### Substantiv och adjektiv
I allmänhet ställs adjektiv efter sitt substantiv. Båda ordklasserna indelas liksom i andra indoeuropeiska språk i olika klasser, som beror på ordstammens stamvokal respektive den konsonantiska bildningen av kasusen. Bland substantiven finns tretton klasser (stammar på -o-, -ā-, -io-, -iā-, -i-, -ī-, -u-, diftong, guttural, dental, nasal, -r och -s), bland adjektiven endast 5 klasser (stammar på -o-/-ā-, -io/-iā-, -i-, -u-, konsonant – den sista sammanfattas på grund av för få exempel). Deklinationsmönstret är avhängigt dessa klasser. Thurneysen hade fjorton substantivklasser, definierade av stammens morfologiska märkning, sju vokalstammar och sju konsonantstammar (inklusive en klass med oregelbundna och oböjliga substantiv).
Forniriskan hade tre genus, maskulinum, femininum och neutrum, tre numerus, singular, dualis och plural, varav dualis endast är belagd i begränsad omfattning med något distinkta former, fastän den nästan alltid föregås av räkneordet dá, "två",  fem kasus (nominativ, vokativ, ackusativ, genitiv och dativ).  Kasus och numerus är ärvda från indoeuropeiskan. Dativ förekommer dock knappast som självständigt kasus, utan används oftast tillsammans med bestämda prepositioner. Den fullständiga uppsättningen kasus är endast synlig i nominalfrasen, där artikeln orsakar mutation av substantivet, och där de följande adjektivens initialljud ändras beroende på den underliggande kasusändelsen. Följaktligen skiljer sig nominativen in fer bec "den lille mannen", från ackusativen in bfer mbec, men ibland är sådana mutationer inte utskrivna. I det följande står  H för lenition, N för ellips av åtföljande adjektiv och h för prefigering av h på följande vokalinitiala adjektiv.
De ändelser som ärvts från urindoeuropeiskan framstår i forniriskan endast delvis som egentliga ändelser. Genom synkope och apokope i arkaisk iriska har de nedärvda ändelserna oftast gått förlorade, men de yttrar sig fortfarande i utljudets kvalitet. 
| Feminina ā-stammar | Singular    | Dualis   | Plural   |
| ------------------ | ----------- | -------- | -------- |
| Nominativ/Vokativ  | túath H     | túaith H | túatha   |
| Ackusativ          | túaith N    | túaith N | túatha   |
| Genitiv            | túaithe (h) | túath N  | túath N  |
| Dativ              | túaith H    | túathaib | túathaib |

| Maskulina o-stammar | Singular | Dualis | Plural |
| ------------------- | -------- | ------ | ------ |
| Nominativ           | fer      | fer    | fir H  |
| Vokativ             | fir H    | fer    | firu h |
| Ackusativ           | fer N    | fer N  | firu h |
| Genitiv             | fir H    | fer N  | fer N  |
| Dativ               | fiur H   | feraib | feraib |

fer /f´er/, "man", mask. -o-stam, < protokelt. *u̯iros. jmf. lat. vir.   
Av detta exempel kan utläsas att de ursprungliga suffixen som *-i i genitiv, som i språk som latin ännu är lätt igenkännliga, i forniriskan delvis har bevarats endast som reflexer (stamvokalens kvalitet, utljudets palatalitet). Även ändelsen -(a)ib i dativ plural är en motsvarande förkortning av *-ibis (kanske *-ibis > *-ibih > *-ivih > *-ivi > -iv´). Ungefär som i latinet dyker  den relevanta konsonanten upp bara i några kasus i konsonantstammarnas böjning:
Exempel: tene /t´en´e/, "eld", mask. dentalstam. Uppgifterna om uttal bygger på slutledningar genom språk- och språkstadiejämförelser.
| Maskulina dentalstammar | Singular                      | Plural               | Dualis                                           |
| ----------------------- | ----------------------------- | -------------------- | ------------------------------------------------ |
| Nominativ               | tene /t´en´e/                 | tenid /t´en´ið´/     | dá thenid, dá thene /daː θ´en´ið´/, /daː θ´en´e/ |
| Vokativ                 | –                             | –                    | –                                                |
| Ackusativ               | tenid N /t´en´ið´/            | teintea /t´en´t´a/   | dá thenid, dá thene /daː θ´en´ið´/, /daː θ´en´e/ |
| Genitiv                 | tened /t´en´eð/               | tened N /t´en´eð/    | dá thened /daː θ´en´eð/                          |
| Dativ                   | tenid /t´en´ið/, tein /t´en´/ | teintib /t´en´t´iv´/ | dib teintib /d´iv´ t´en´t´iv´/                   |

### Verb
Verb står initialt i satsen (de föregås endast av några partiklar, som bildar ett "verbkomplex", och mycket få adverb). De flesta verb har, förutom de tempus, diateser och modus som nämns ovan, två uppsättningar former: En sammansatt form och en absolut form. Den sammansatta formen består normalt av ett eller fler preverb (partiklar, av vilka några ursprungligen är prepositioner: jämför a-, e-, in-, etc. i latinska verb), följd av en verbstam, som kan antingen suffigeras för tempus, person, modus och aspekt, eller där dessa kan visas med vokalförändringar i stammen (till exempel as·beir presens "säger", as·rubart preteritum "sade", as·béra futurum "kommer att säga"). Personliga pronomen som direkta objekt placeras som infix mellan preverbet och verbstammen. Före denna centrala "verbfras" placeras olika andra partiklar som modifierar verbets betydelse (inklusive negation) eller anger vissa speciella satsstrukturer. Den absoluta formen används när inga infix är nödvändiga, och andra nödvändiga element anges i en annan del av meningen. I övergripande mening är verbstrukturen agglutinerande. Ett enda verb kan stå som en hel mening i forniriskan i vilket fall emfatiska partiklar som -sa och -se fogas till slutet av verbet.
Verbet bildar den mest komplexa delen av forniriskans grammatik. Historiskt sett har många forniriska verb uppstått ur komplicerade bildningar av en stam och flera förstavelser (upp till 6 efter varandra). Dessutom härskade i den arkaiska iriskan – och enligt de flesta forskares mening även i forniriskan  – en mycket stark betoning på första stavelsen. I arkaisk iriska ledde detta till att ord med minst tre stavelser genom synkope och apokope blev starkt förkortade. I forniriskan var betoningen på första stavelsen möjligtvis inte längre riktigt så starkt accentuerad, men fortfarande tillräckligt stark, för att låta "krympa" verb som för negations- eller frågesyften hade en framförställd partikel. Exempelvis blev 
- ad.cí /aðˈk´iː/ ("han/hon/den/det ser") > ni.accai /n´i ˈakai/ eller ni.aicci /n´i ˈak´i/ ("han/hon/den/det ser inte")
- do.beir /doˈber´/ ("han/hon/den/det ger") > ni.tabair /n´i ˈtaver´/ ("han/hon/den/det ger inte").

I det andra exemplet används på grund av betoningsförändringen (och den därför nödvändiga starkare artikulatoriska kraften för den första stamstavelsen) i stället för det svagt artikulerade do- en form av det ursprungliga preverbet to- (här som ta-). Detta mönster av  "absoluta" och "avhängiga" (vid sammansatta verb – som ovan, med förstavelse – "deuterotoniska" och "prototoniska") former går igenom hela det forniriska verbsystemet. Många nyiriska verb härstammar från de prototoniska formerna, så till exempel tabhair från forniriska (ni.)tabair. 
Till detta kommer ett högt antal suppletivstammar.
Objektspronomen infigeras oftast i forniriskan:
- do.beir /doˈber´/ ("han/hon/den/det ger") > dom.beir /domˈver´/ ("han/hon/den/det ger mig"), dot.beir /dodˈver´/ ("han/hon/den/det ger dig"), da.beir /daˈver´/ ("han/hon/den/det ger honom"), da.beir /daˈber´/ ("han/hon/den/det ger henne") och så vidare.

Vid enkla verb utan förstavelse prefigeras för infigeringssyften den betydelselösa förstavelsen no- och den avhängiga verbformen används: 
- berid /ˈb´er´ið´/ ("han/hon/den/det bär") > nom.beir /nomˈver´/ ("han/hon/den/det bär mig"), not.beir /nodˈver´/ ("han/hon/den/det bär dig"), na.beir /naˈver´/ ("han/hon/den/det bär honom"), na.beir /naˈber´/ ("han/hon/den/det bär henne") usw.

Forniriskan uppvisar ännu många av de böjningsformer för verb som ärvts från urindoeuropeiskan. Alla verbformer bildas syntetiskt, det vill säga formerna innehåller själva genom suffix eller ljudförändring information om person, numerus, tempus, modus och diates. Endast i tempusböjning spelar även prefix (ro- i dåtidstempus) en roll. Flertalet tempus, flera modus och tre diateser (aktivum, passivum, deponens) finns dock inte fullt belagda för varje enskilt verb och användes möjligtvis inte heller fullständigt. 

### Övriga ordklasser
Alla övriga ordklasser som är vanliga i indoeuropeiska språk finns belagda, artiklar, pronomen, prepositioner, räkneord, partiklar, adverb, konjunktioner och interjektioner.
Motsvarande de tre genusen finns tre artiklar, som ställs framför substantivet och är fullständigt böjda. I vissa kasus sammanfaller de dock  (nominativ singular: mask. in, int; fem. ind, in, int; neutr. a). Delvis skiljer sig dock även till synes identiska artiklar genom närvaro eller frånvaro av konsonantmutation på det följande substantivet. Demonstrativa pronomen ställs däremot efter substantivet i tillägg till artikeln.
Då övervägande syntetiska verbformer används, som redan innehåller information om person, förekommer personliga pronomen relativt sällan. De kan dock användas som betonad form, och i detta fall i flera emfasstadier: mé (betonat "jag", "mig") > messe (starkt betonat "jag", "mig"). I det äldre språket suffigeras objektspronomen (1. pl. sg. ack. då -um: berthum /b´erθum/ "han/hon/den/det bär mig"). Senare blev de infigerade (se ovan, "Verb"), där tre olika klasser infigerade personliga pronomen används beroende på framförstående preposition/partikel.  
De flesta prepositionerna är enkla och styr antingen dativ (a "från", di "av", do "till", re "före") eller ackusativ (cen "utan", eter "mellan", la "med"), i några fall båda beroende på betydelse (till exempel läge/riktning). Liksom är vanligt i ökeltiska språk smälter de samman med personliga pronomen till så kallade konjugerade prepositioner:
- i "i", indium "i mig", indiut "i dig", and "i honom", "däri", indi "i henne", indiunn "i oss", indib "i er", indib "i dem".

Med tidens lopp kom dessutom sammansatta prepositioner (från preposition och substantiv) starkare i bruk. Dessa styr då oftast genitiv. 
Av räkneorden böjs endast dá "två", trí "tre" och cethir "fyra", då uppdelat efter genus. Då styr olika böjningsformer lenition respektive nasalering av det räknade ordet. Räkneorden cóic "fem" och sé "sex" styr likaså lenition, i genitiv nasalerar de (utan speciell böjningsform). Räkneorden secht "sju", ocht "åtta" och noí "nio" nasalerar det räknade ordet.

## Långsiktig betydelse
Under hela medeltiden bestod nära ekonomiska och kulturella kontakter mellan Irland och grannländerna, framför allt de övriga Brittiska öarna, men även med Bretagne. Genom att delar av Dál Riata expanderade till sydvästra Skottland och irer bosatte sig på Isle of Man (exakt när är omstritt, men troligen mellan 400-talet och 600-talet) kom forniriskan att användas i koloniseringsområdena. Även med Wales fanns det täta förbindelser, men iriskan kunde i längden inte hålla sig kvar där. I norra och västra Skottland samt på Isle of Man slog iriskan varaktigt igenom och utvecklade sig (möjligen från ungefär 900-talet till 1100-talet) självständigt. En bromsande faktor för skiljaktiga utvecklingar var framför allt inflytandet från vandrande diktare (filid), som utförde sitt arbete både på Irland och i Skottland och bidrog till en vittgående och länge ihållande standardisering av åtminstone skriftspråket i båda områdena. En splittrande faktor var däremot det språkliga inflytandet från vikingarna, som var vida större i Skottland och på Isle of Man. Resultatet av den bestående koloniseringen av skandinaver (som inte skedde i denna omfattning på Irland) bestod å ena sidan av ett betydande antal lånord samt ortnamn, å andra sidan i förenkling av de grammatiska strukturerna i den skotska gaeliskan och manx.